# Kostel svatého Jana Křtitele (Krabonoš)
Kostel svatého Jana Křtitele v Krabonoši je filiální kostel římskokatolické farnosti České Velenice a kulturní památka České republiky (od 31.1.1992). V roce 2022 byl konstatován havarijní stav. Nachází se blízko česko-rakouské státní hranice.

## Historie
První písemná zmínka o tomto kostele pochází z roku 1419; je však starší (pravděpodobně pochází ze 13. století).. Po 2. světové válce (v roce 1954) se kostel ocitl v hraničním pásmu. Kostelní zvon byl v roce 1950 přemístěn do kostela Nanebevzetí Panny Marie ve Dvorech nad Lužnicí.

### Historie fary a farnosti
Památková ochrana přilehlé fary byla v roce 2012 zrušena a areál fary byl zbořen. Římskokatolická farnost Krabonoš ke dni 31.12.2019 zanikla.